# 伯耆原智世
伯耆原 智代（ほうきばら ともよ、1990年〈平成2年〉 - ）は、日本の研究者。早稲田大学創造理工学部建築学科講師。
建築防災、火災・災害時の物理、人間行動研究、木造建築、歴史的建築物の保存活用、等を専門に研究している。大学院指導教員は長谷見雄二。

## 略歴
愛知県名古屋市出身。2013年 早稲田大学創造理工学部建築学科 卒業。2015年 早稲田大学創造理工学研究科建築学専攻 卒業。
2015年 竹中工務店設計本部設計部。2021年 早稲田大学理工学術院 専任講師。

## 作品
- 2020年 Wonder the one room（伯耆原洋太+伯耆原智世として）